# カルマール・ジョルト
カルマール・ジョルト（Kalmár Zsolt、1995年6月9日 - ）は、ハンガリー・ジェール出身のプロサッカー選手。ハンガリー代表。MOLフェヘールヴァールFC所属。ポジションはMF。

## 経歴

### クラブ
2014年7月、2.ブンデスリーガのRBライプツィヒに5年契約で加入。
2016年1月、FSVフランクフルトにレンタル移籍。
2017年1月、ブレンビーIFに2018年6月までの契約でレンタル移籍。しかし8月でレンタルは打ち切られ、代わりにFC DAC 1904ドゥナイスカー・ストレダにレンタル移籍。
2023年8月11日、MOLフェヘールヴァールFCに移籍した。

### 代表
各年代でハンガリー代表に選出されており、UEFA U-19欧州選手権2014や2015 FIFA U-20ワールドカップに代表の一員として参加した。
2014年5月のハンガリー戦でA代表初キャップ。2020年11月8日、UEFA EURO 2020予選プレーオフのブルガリア戦で代表初ゴールを決めた。